# Iglesia de San Benito el Viejo
La Iglesia de San Benito el Viejo era una iglesia situada en Valladolid, comunidad autónoma de Castilla y León, España, constituyendo la capilla del palacio del Conde de Gondomar o Casa del Sol. En 2012 fue rehabilitada y desacralizada para integrarse, junto con el palacio, dentro del complejo del Museo Nacional de Escultura, al lindar, estando separados por un jardín, con el colegio de San Gregorio, sede principal.
Se halla cerca de monumentos como la iglesia conventual de San Pablo, el Palacio de Villena o el Palacio de Pimentel. Se llamaba de "San Benito el Viejo" para distinguirlo de la iglesia del monasterio de San Benito el Real.

## Historia

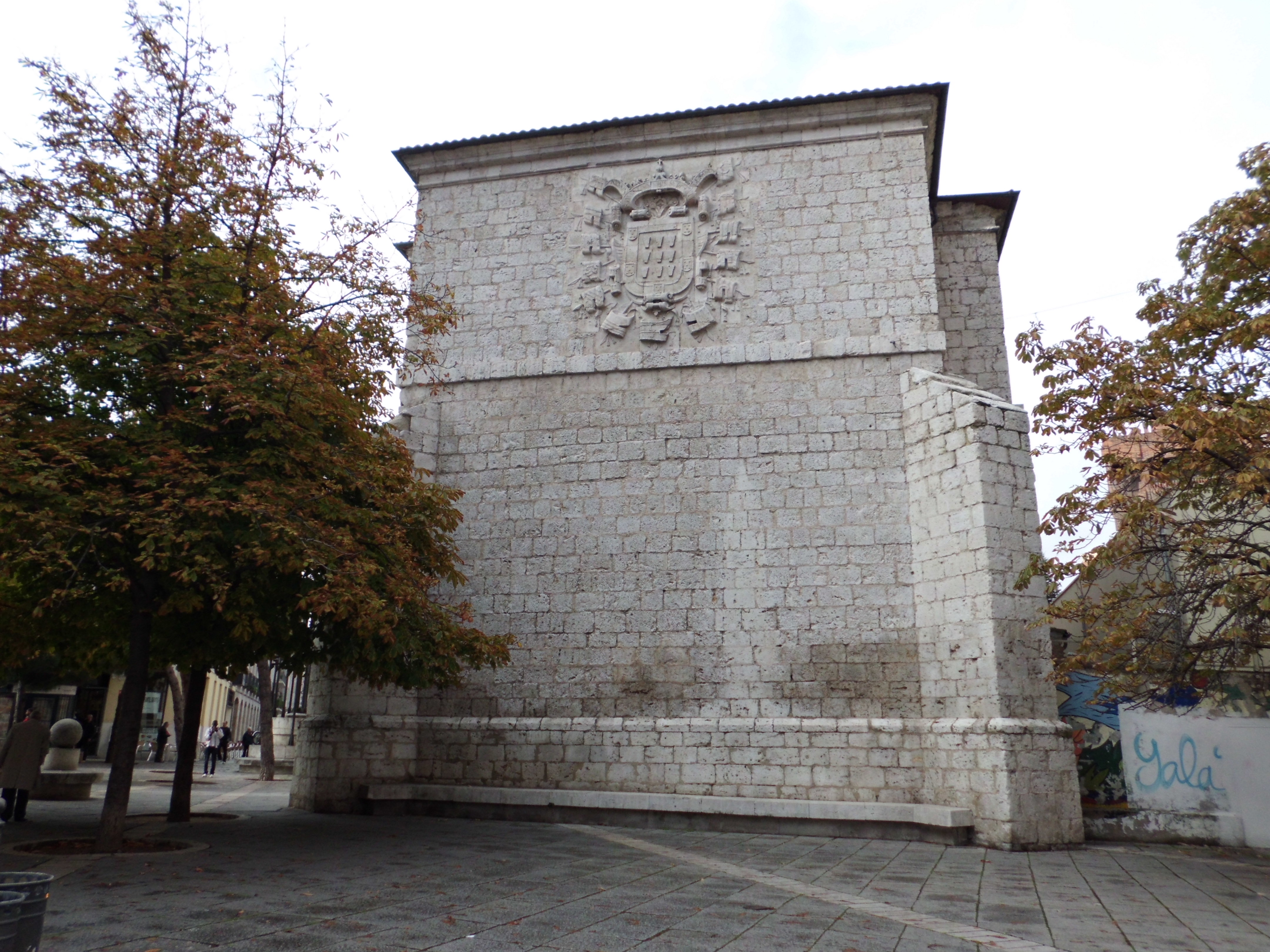
Ábside con escudo del conde de Gondomar de la Iglesia de San Benito el Viejo unida a la Casa del Sol.

De 1276 data el primer testimonio de ella. Pues existía como ermita, y en 1375 se convirtió en parroquia. 
Pero será en el siglo XVI cuando el templo se vincule a la Casa del Sol, al palacio colindante, a través de relaciones de patronazgo; en un primer momento, lo hizo con los propietarios iniciales, el Licenciado Sancho Díaz de Leguizamón y su mujer doña Mencía de Esquivelque, quienes, en 1540, pidieron permiso para rehacer la capilla mayor del templo, y dedicarla a lugar de enterramiento. Por consiguiente, fue parte de la Casa del Sol, ya desde el Renacimiento.
El escudo nobiliario del exterior de la capilla mayor es obra de los canteros Juan de Celaya y Martín de Uriarte, labrado hacia 1601, por mandato de Diego Sarmiento de Acuña —I conde de Gondomar— que había adquirido su patronato en 1599; también encargó la reconstrucción de la iglesia, junto con una cripta bajo la capilla mayor para su enterramiento. 
En 1629 Francisco de Praves y Gregorio Fernández dieron trazas y condiciones para construir el retablo mayor de la iglesia, que se realizó de acuerdo con ellas, aunque el retablo no ha llegado hasta hoy (desapareció a principios del siglo XIX). El templo siguió como parroquia hasta 1812, cuando fue transformado en almacén. Parte de las obras de arte que atesoraba se trasladaron a la iglesia de San Martín de esta misma ciudad; otras, desaparecieron.
En 1921, San Benito el Viejo volvió a abrirse al culto como capilla de las Madres Oblatas, que habitaban desde 1912 la vecina Casa del Sol. Se volvió a cerrar de nuevo hace años; y fue desacralizada.

## Sede delMuseo Nacional de Escultura

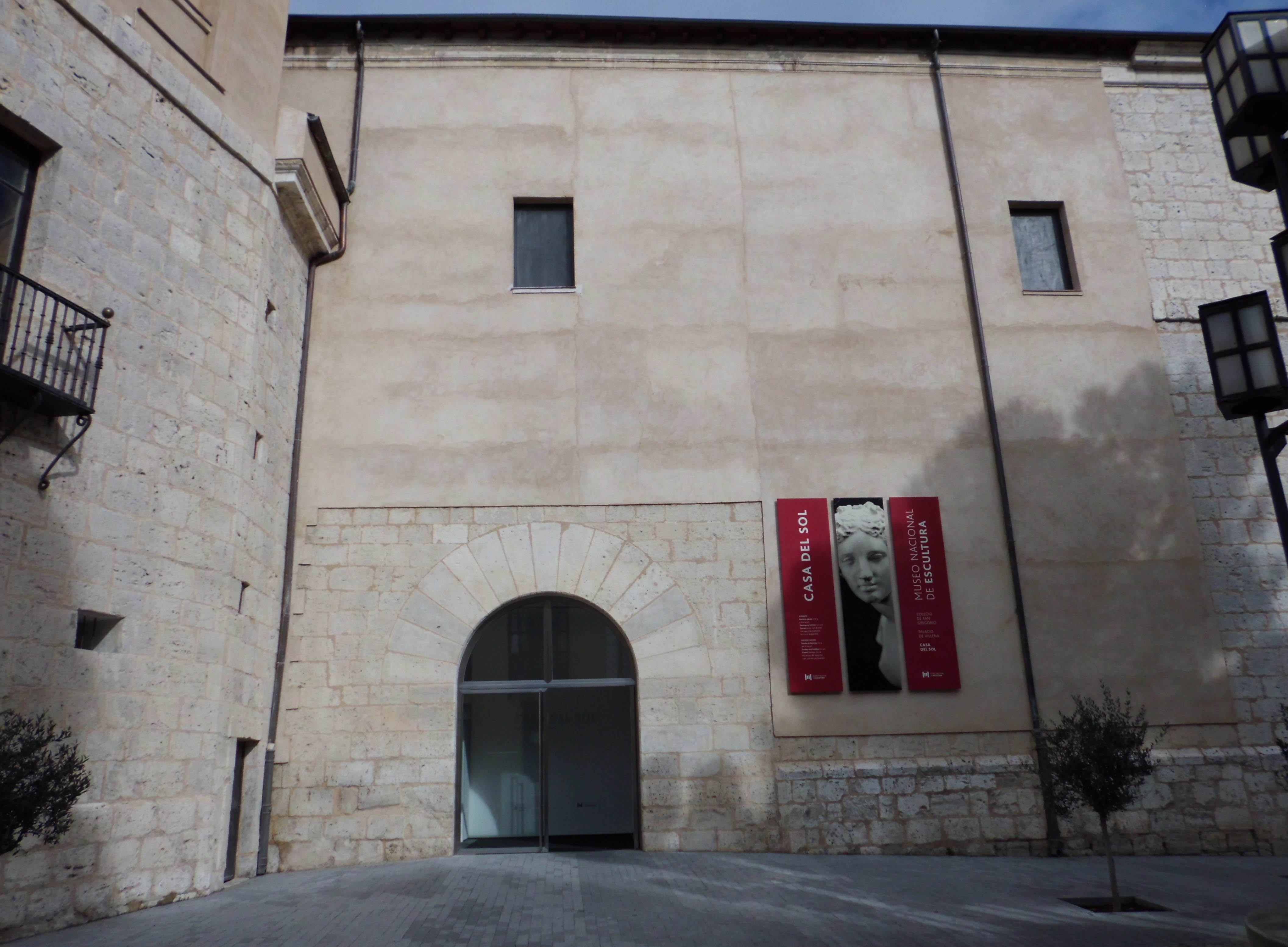
Imagen de la entrada al edificio cuando ya forma parte del museo.

En 1999 fue adquirida por el Estado, como bien cultural, para el proyecto de ampliación del Museo Nacional de Escultura, junto con el Palacio del Conde de Gondomar o Casa del Sol, en la que está empotrada.
Tras la amplia rehabilitación realizada entre 2011 y 2012, se inauguró el 28 de febrero de 2012 como nuevo espacio expositivo del Museo Nacional de Escultura, albergando los fondos del Museo Nacional de Reproducciones Artísticas, una colección de reproducciones exactas de piezas clásicas, realizadas en su mayoría en el siglo XIX por la hoy prohibida técnica del vaciado.

## Estilo
Posee una sencilla nave única, de cinco tramos, con crucero de brazos cortos; el coro alto está situado en los pies. Se cubre actualmente mediante bóvedas de medio cañón con lunetos terminadas en 1939, ya que hasta mediados del siglo XVIII, su cubrición había sido mediante artesonados de madera, realizándose hacia 1750 unos cielorrasos condenando los artesonados.
El estilo es el llamado clasicismo español o herreriano, si bien en las primeras décadas del siglo XX la iglesia fue reformada con escaso esmero. 
La rehabilitación finalizada en 2012, escrupulosa y sin grandes intervenciones, ha dejado un gran espacio blanco, despojado de añadidos que deformaban el viejo lugar de culto.